# Василков
Васѝлков или Василкув (на полски: Wasilków) е град в Североизточна Полша, Подляско войводство, Бялистошки окръг. Административен център на Община Василков. Според Полската статистическа служба към 31 декември 2009 г. градът има 9425 жители.

## Местоположение
Разположено е на река Супрашл, край републикански път , на около 10 km североизточно от войводския център Бялисток.

## Забележителности
В Регистъра за недвижимите паметници на Националния институт за наследството са вписани:
- Църква „Св. св. Петър и Павел“ от 1853 г.
- Църква „Преображение Господне“ от 1880 г.
- Камбанария-порта от XIX в.
- Гробище, от XIX в. ул. Рабчински, в която има бетонови скулптури, чиито създател е свещеник Васцлав Рабчински през 1956 година. Скулптурите съставляват седемте острова сред надгробни паметници. Намират се статуи на Исус и ангелите, малък храм, порти, парапети, стени, върху която са гравирани стихове от Библията.[3]